# Ковров
Ковро́в — город (с 1778 года), административный центр Ковровского района Владимирской области, в состав которого не входит. Административно-территориальное образование, город, соответствующий категории города областного подчинения, в границах которого образован городской округ город Ковров в соответствии с Законом Владимирской области от 9 сентября 2004 года № 143-ОЗ.
Крупный железнодорожный узел на участке Москва — Нижний Новгород современного хода Транссиба. Население 127 831 чел. (2025), второй крупнейший город области после Владимира. Город воинской славы.

## Этимология
Возник согласно преданию в XII веке как деревня Елифановка, называвшаяся по имени её основателя зверолова Елифана (искажённое Епифан?). Позже село, называвшееся по церкви  Рождественское . В XVI веке село принадлежало князьям Ковровым и получило название  Коврово . С 1778 года — село Ковров.

## География
Город расположен на правом и левом (Заречная слободка) берегах реки Клязьмы (приток Оки), в 64 км от областного центра города Владимира и 250 км к востоку от столицы России города Москвы.

## Климат
Климат умеренно континентальный, с умеренно холодной зимой и тёплым, относительно коротким летом. Наиболее холодный месяц года январь со средней температурой воздуха −10,6 °С, наиболее тёплый июль со средней температурой +18,5 °С. Годовая норма осадков 570 мм.
| Показатель                              | Янв.  | Фев.  | Март | Апр. | Май  | Июнь | Июль | Авг. | Сен. | Окт. | Нояб. | Дек.  | Год  |
| --------------------------------------- | ----- | ----- | ---- | ---- | ---- | ---- | ---- | ---- | ---- | ---- | ----- | ----- | ---- |
| Средний суточный максимум, °C           | −7,3  | −6,1  | 0,2  | 9,9  | 17,8 | 21,7 | 23,8 | 21,7 | 15,3 | 7,4  | −0,2  | −5,1  | 8,3  |
| Средняя температура, °C                 | −10,6 | −9,9  | −3,8 | 5    | 12,2 | 16,3 | 18,5 | 16,2 | 10,5 | 4    | −2,7  | −7,9  | 4    |
| Средний суточный минимум, °C            | −14,6 | −14,2 | −7,9 | 0,1  | 6,1  | 10,5 | 13,1 | 10,8 | 6    | 0,9  | −5,4  | −11,3 | −0,5 |
| Норма осадков, мм                       | 39    | 28    | 26   | 34   | 48   | 71   | 73   | 63   | 53   | 50   | 44    | 40    | 569  |
| Источник: Climate-data.org, MSN Weather |       |       |      |      |      |      |      |      |      |      |       |       |      |

## История
У села Шашово (или Шашево), ныне расположенного в черте города, при разработках гравия в июне 1938 года был обнаружен могильник индоевропейцев фатьяновской культуры, датированный началом второй четверти 2-го тысячелетия до н. э. В четырёх разрушенных погребениях с сохранившимися костями человека были найдены три сверлёных топора, два кремнёвых и два костяных орудия, а также остатки горшка и точильный камень.

### Предания о ранней истории
Согласно ничем не подтверждённому преданию, поселение на месте будущего Коврова было основано в XII веке на берегу реки Клязьмы великим князем Юрием Долгоруким. Это место назвали деревней Елифановкой — по имени зверолова Елифана, одного из первых поселенцев. В 1886 году легенда была изложена ковровским священником А. Г. Радугиным в газете «Владимирские губернские ведомости», но при этом, вероятно, из-за типографской опечатки деревня была названа Епифановкой. Под этим искажённым названием она продолжала упоминаться в краеведческой литературе вплоть до начала 1990-х годов.
Все сведения о предшественниках Коврова до XVI века относятся к разряду краеведческих преданий. Так, краеведы рассказывают, что в 1157 году великий князь Владимирский Андрей Юрьевич Боголюбский, возвращаясь зимой из Суздаля в Стародуб, из-за вьюги сбился с пути и чудом вышел на деревню Елифановку. Это произошло в канун Рождества Христова. По случаю своего чудесного спасения князь приказал выстроить в деревне Рождественскую церковь. С тех пор деревня Елифановка получила название села Рождественского. Сын Елифана Василий Елифанов взялся возвести деревянную церковь. За это при освящении церкви князь Андрей наградил его «пустошами, лесами и лугами от реки Нерехты по Гремячий враг по Клязьме на кривой дуб и старую ветлу до Нерехты же», как это значится в писцовых книгах дьяка Михаила Трусова и Фёдора Витовтова.
При разделе земель Всеволода Большое Гнездо между сыновьями село Рождественское вошло в состав Стародубского княжества.

### Сёла Рождественское и Коврово
В XVI веке село Рождественское было отдано во владение князьям Ковровым, из рода Стародубских, древние представители которого жили в 14 километрах от Рождественского в городище Стародубе-Ряполовском (ныне Клязьминский Городок). По имени новых владельцев село Рождественское стало называться Коврово. Согласно Энциклопедическому словарю Брокгауза и Ефрона, на кладбище около церкви Иоанна Воина можно было увидеть плиту с надписью, что под ней похоронен князь Василий Андреевич Ковров (умер в 1531 году), первый наместник Великой Перми.
На сегодняшний день самым ранним письменным источником с прямым указанием села «Рожественное» является «Деловая с отводом кн. Ивана, Андрея и Семена Васильевичей Ковровых на вотчину их отца сс. Андреевское и Рожественное с дд.» 1532/33 г., которая хранится в Архиве древних актов в г. Москве.
В 1567 году Коврово было подарено князем Иваном Семёновичем Ковровым суздальскому Спасо-Ефимьевскому монастырю и оставалось вотчиной монастыря до 1764 года. С учреждением в 1764 году монастырских штатов Коврово стало экономическим селом.
Между 1630 и 1700 годами (точная дата неизвестна) в селе Коврове на средства местных крестьян был возведён каменный Христорождественский собор.

### История города Коврова
Новый этап ковровской истории начался с царствования императрицы Екатерины II, по указу которой 1 сентября 1778 года в составе Владимирского и Костромского наместничества был учреждён Ковровский уезд, а село Коврово получило статус уездного города. В 1796 году город оставлен за штатом, но в 1803 году снова восстановлен. В 1817 году в Коврове насчитывалось 177 домов и 887 жителей, имелось 2 церкви.
Весной 1858 года начались работы по строительству Московско-Нижегородской железной дороги, которая должна была пройти в полуверсте от города. Первый рейсовый поезд из Нижнего Новгорода в Москву потерпел аварию у станции Ковров I. Почти два года после этого ликвидировали всевозможные недоделки. 17 апреля 1867 года у ковровской станции рухнули в реку два пролёта железнодорожного моста через Клязьму и здание водокачки. К 1871 году был возведён новый мост. В августе 1864 года открыты Ковровские железнодорожные мастерские. В 1880 году Ковров стал начальным пунктом Муромской железной дороги (линия Ковров — Муром).
В 1895 году жителей было 9186 (5372 мужчины и 3814 женщин); православных — 8972, раскольников — 95, римско-католиков — 48, протестантов — 10, евреев — 12, прочих исповеданий — 49. Дворян — 112, духовных — 43, мещан — 6291, крестьян — 2250, военного сословия — 411, прочих сословий — 79. Церквей — 2. В Коврове было 770 домов, 42 деревянных хлебных амбара. Благодаря железной дороге торговля Коврова очень развилась. Фабрики и заводы: салотопенный, паровая мукомольня и механическо-ткацкая фабрика и, кроме того, чугунолитейный завод Харитона Кирьянова и его сыновей, и механические мастерские Московско-Нижегородской дороги Остапа Богдановича Шуберта (четыре паровые машины в 116 сил при 734 рабочих). Из фабрик наиболее значительной была бумаготкацкая Ивана Треумова, вырабатывавшая до 110 тыс. пудов миткаля. На ней работало около 1700 человек, а её оборот достигал 2300 тыс. руб. В городе размещалось 33 питейных заведения, городское училище и два приходских.
В 1929 году Ковровские железнодорожные мастерские были переформированы в ремонтно-механический завод, выполнявший заказ по ремонту импортных экскаваторов. Когда возник вопрос о возможности производства отечественных землеройных машин, было решено образовать на базе прежних мастерских экскаваторный завод. 21 апреля 1931 года первый экскаватор «Ковровец» вышел из ворот завода, с 1933 года началось серийное производство. За большие успехи Ковровский экскаваторный завод в 1966 году был удостоен высшей советской награды — ордена Ленина.
В августе 1916 года началось строительство Ковровского пулемётного завода (с декабря 1927 года — Инструментальный завод № 2, с июля 1932 года — Инструментальный завод № 2 имени К. О. Киркижа, с января 1949 года — завод имени В. А. Дегтярёва). В 1918 году Главным артиллерийским управлением в Ковров были направлены известные конструкторы оружия В. Г. Фёдоров и В. А. Дегтярёв.
В годы Великой Отечественной войны в отряды народного ополчения добровольно записались 7885 ковровчан. В городе были сформированы 2 стрелковых полка, 3 истребительных батальона, отдельный зенитный артиллерийский дивизион и партизанский отряд. В Коврове находилась 1-я запасная кавалерийская бригада, командовал которой генерал-майор П. Л. Рудчук.
Завод имени К. О. Киркижа стал основным предприятием по производству автоматического оружия для фронта. В 1941 году на ковровском заводе В. А. Дегтярёвым было создано знаменитое противотанковое ружьё. За время войны завод выпустил и отправил в действующую армию 1 202 481 единицу различного вооружения — ручных и танковых пулемётов, пистолетов-пулемётов Шпагина, противотанковых ружей, авиационных пушек ШВАК. 18 декабря 1941 года на фронт был отправлен оборудованный на заводе бронепоезд «Ковровский большевик». Экскаваторный завод за годы войны изготовил 10 тыс. комплектов колёс для танка Т-34, 25 тыс. корпусов для реактивных снарядов, 40 тыс. корпусов для авиабомб, 2,5 млн корпусов мин.
С 1946 года на Инструментальном заводе № 2 освоено крупное производство мотоциклов, в конце 1950-х годов завод имени Дегтярёва приступил к производству ракетного оружия.
В 1949 году основана ковровская швейная фабрика (ныне — ОАО «Сударь»), в 1968 году создан трест «Ковровстрой». Масштабное жилищное строительство развернулось в южном микрорайоне города. В 1970 году введён в эксплуатацию новый железобетонный мост через Клязьму, в 1975 году открыто троллейбусное движение.
3 ноября 2011 года президент Дмитрий Медведев подписал Указ «О присвоении городу Коврову почётного звания Российской Федерации „Город воинской славы“». В ноябре 2013 года на площади перед центральной проходной ОАО «Завод имени В. А. Дегтярёва» установлена стела «Город воинской славы».

## Население
| 1784     | 1856     | 1859     | 1870     | 1895     | 1897     | 1913     | 1920     | 1923     | 1926     | 1931     |
| -------- | -------- | -------- | -------- | -------- | -------- | -------- | -------- | -------- | -------- | -------- |
| 581      | ↗2200    | ↗2377    | ↗4893    | ↗5372    | ↗14 571  | ↗18 200  | ↘17 312  | ↗21 341  | ↗26 584  | ↗41 000  |
| 1939     | 1959     | 1962     | 1967     | 1970     | 1973     | 1975     | 1976     | 1979     | 1982     | 1985     |
| ↗67 105  | ↗98 563  | ↗105 000 | ↗116 000 | ↗123 307 | ↗130 000 | ↗138 000 | →138 000 | ↗142 860 | ↗147 000 | ↗155 000 |
| 1986     | 1987     | 1989     | 1990     | 1991     | 1992     | 1993     | 1994     | 1995     | 1996     | 1997     |
| ↘154 000 | ↗158 000 | ↗159 942 | ↗162 000 | →162 000 | →162 000 | →162 000 | ↘161 000 | ↗163 000 | →163 000 | ↘162 000 |
| 1998     | 1999     | 2000     | 2001     | 2002     | 2003     | 2004     | 2005     | 2006     | 2007     | 2008     |
| →162 000 | ↘161 200 | ↘159 900 | ↘159 300 | ↘155 499 | ↗155 500 | ↘153 900 | ↘152 800 | ↘151 600 | ↘150 900 | ↘150 400 |
| 2009     | 2010     | 2011     | 2012     | 2013     | 2014     | 2015     | 2016     | 2017     | 2018     | 2019     |
| ↘149 438 | ↘145 214 | ↘145 126 | ↘143 590 | ↘142 164 | ↘140 981 | ↘140 117 | ↘139 280 | ↘138 552 | ↘137 594 | ↘135 949 |
| 2020     | 2021     | 2024     | 2025     |          |          |          |          |          |          |          |
| ↘135 715 | ↘132 417 | ↘128 879 | ↘127 831 |          |          |          |          |          |          |          |

На 1 января 2025 года по численности населения город находился на 137-м месте из 1124 городов Российской Федерации..
Национальный состав
По итогам переписи населения 2020 года проживали следующие национальности (национальности менее 0,1 % и другое, см. в сноске к строке «Другие»):
| Национальность | Численность, чел. | Доля     |
| -------------- | ----------------- | -------- |
| Русские        | 112 153           | 84,68 %  |
| Украинцы       | 410               | 0,31 %   |
| Татары         | 314               | 0,24 %   |
| Узбеки         | 274               | 0,21 %   |
| Армяне         | 208               | 0,16 %   |
| Азербайджанцы  | 195               | 0,15 %   |
| Другие         | 18 863            | 14,25 %  |
| Итого          | 132 417           | 100,00 % |

## Местное самоуправление
Органами и должностными лицами местного самоуправления в городе (формально — в городском округе) являются:
- Совет депутатов — представительный орган муниципального образования;
- глава города — высшее должностное лицо;
- администрация города — исполнительно-распорядительный орган муниципального образования;

Совет депутатов состоит из 30 депутатов, избираемых жителями сроком на 5 лет. Выборы проходят по мажоритарной системе в 30 одномандатных округах. Действующий созыв избран 8 сентября 2019 года. Из 30 депутатов 24 от «Единой России», 3 — самовыдвиженцы, 2 от «Российской партии пенсионеров за социальную справедливость», 1 от ЛДПР. Председателем совета избран Анатолий Зотов.
Глава города с 2019 года отбирается в ходе конкурса в два этапа. Сначала отбор кандидатов производит конкурсная комиссия, половину членов которой назначают депутаты, а половину — глава района. Прошедшие конкурсную комиссию кандидаты предлагаются для голосования депутатам. Кандидат, набравший большинство голосов депутатов, наделяется полномочиями главы города на 5 лет.
В сентябре 2019 года по этой процедуре должность занял Юрий Морозов, прежде первый заместитель главы города. 27 мая 2020 года он досрочно подал в отставку.
2 сентября 2020 года по этой процедуре должность заняла Елена Фомина.

## Экономика
Город Ковров — крупный оборонный и промышленный центр. Основные представители:
- Завод имени Дегтярёва (ПАО «ЗиД») — производство стрелкового и ракетного вооружения, мотоциклов, мопедов, мотокультиваторов, стартерных аккумуляторов, металлорежущих станков, инструментов, швейных машин.
- Ковровский механический завод до 2006 года производство стрелкового оружия, аппаратуры сварки, пайки, резки стекла, производство солнечных батарей, ракет; с 2006 года выпуск газовых центрифуг, оборудования для атомных электростанций.
- Ковровский электромеханический завод — производство аппаратуры гидропривода, оборонная робототехника.
- ВНИИ «Сигнал» — разработка и производство оборонной гидравлики и электроники.
- Конструкторское бюро «Арматура» — разработка и производство космической техники, оружейные разработки.
- Ковровский приборостроительный завод —до 1986 года Ковровский филиал ВПО «Точмаш». Завод занимался производством продукции военного и гражданского назначения (радиовзрыватели, радиомагнитолы, тесьмоплетельные станки). В 2012 г. прекратил свое существование. Торги по продаже обанкротившегося оборонного предприятия состоялись в апреле 2012 года в результате которых завод был куплен ОАО "НПО «Курганприбор» вся техническая документация и оборудование завода перевезено в г. Курган
- Экскаваторный завод «Ковровец» — производство экскаваторов. В 2009 году был полностью остановлен. Практически всё оборудование было перевезено в Тверь («Тверской экскаватор»).
- ООО «Контейнекс-Монолит», совместное предприятие с австрийской компанией Containex[нем.] — производитель блок-контейнеров и модульных зданий.

Данные предприятия создают свыше 70 % общего объёма промышленной продукции города, а в производстве на них занято около 40 % трудоспособного городского населения.
Лёгкая, деревообрабатывающая, строительная, пищевая и другие отрасли промышленности, услуги:
- ООО Фирма «Цикл» — производство товаров народного потребления из пластика: садовые товары под торговой маркой «ЖУК», снеговые лопаты, детские пластиковые лыжи, снегокаты, ледянки, почтовые ящики.
- ООО "ПО «Теплоресурс» — ковровские котлы на отходах деревообработки (щепа, опил, кора), пеллетах, торфе. Водогрейные, термомасляные, паровые котлы.
- ООО «Владимирская фабрика дверей» — одна из крупнейших фабрик города по производству межкомнатных дверей.
- Котельный завод ООО «Ковровские котлы» — производство водогрейных, паровых и термомасляных котлов и мини-ТЭЦ, работающих на различных видах биомассы.
- ООО «Олимп» — производство и реализация межкомнатных дверей и погонажных изделий.
- ООО «Мурман» — производство спортивных тренажёров (турники, шведские стенки, детские спортивные комплексы).
- ООО «Никос» — производство хлопчатобумажных тканей.
- ПАО «Сударь» — производство мужских костюмов.
- OOO «Ковровский завод торгового оборудования» — торговое оборудование и системы автоматизации.
- Компания «Тримо-ВСК» — стеновые и кровельные сэндвич-панели.
- Компания «Аскона» — производство матрасов.
- Научно-производственная корпорация «Пикъ» — вермикультивирование и экологическое земледелие, продукты питания из мяса и хлебопекарное производство, гостиничный бизнес, проектировочные услуги в сфере строительства, операции с ценными бумагами.
- Электротехнический завод компании АО «Стройэнергосервис» — производство электротехнического оборудования — шкафов, панелей, щитов.
- АО «Протон» — разработка и производство систем контроля и управления доступом, экономичных осветительных устройств на основе светодиодов.
- ООО "Фабрика «Ковровская глиняная игрушка» — производство игрушек из глины и дерева на основе традиционного промысла Ковровского края.
- ООО «Радомир» — производство сантехники, акриловых ванн, душевых кабин, спа-бассейнов и медицинских ванн.
- ООО "Специализированный застройщик «СК Континент» — строительство многоквартирных высотных и малоэтажных домов.
- ООО «Алтехзащита» — Производство бронированных металлических конструкций.
- ООО «Всеинструменты.ру» — продажа инструментов, садовой, климатической и силовой техники, строительного оборудования, станков и прочих.
- ООО "Альтеркод" - разработка программного обеспечения и электроники

## Транспорт
Через Ковров проходит современный ход Транссиба, далее идущий в Киров, Пермь, на Урал и в Сибирь. Дорога имеет два главных пути на всём протяжении, от Владимира в направлении Нижнего Новгорода электрифицирована переменным током. По направлению происходит интенсивное движение пассажирских и грузовых поездов, скоростных поездов «Стриж» и «Ласточка» по маршруту Москва — Нижний Новгород. От главного хода имеется ответвление Ковров — Муром, однопутное, на тепловозной тяге.
В декабре 2003 года в городе был открыт новый железнодорожный вокзал строительство которого было начато в 1991 году. Вокзал относится ко 2-му классу. Проектная вместимость 900 пассажиров дальнего, местного и пригородного сообщения. Общая площадь помещений комплекса 5300 квадратных метров. Это второй вокзал такого класса в области, первый находится во Владимире. Сметная стоимость нового вокзала составила 70 млн рублей. В декабре 2005 года введена в эксплуатацию вторая очередь, куда из здания постройки XIX века переехал автовокзал.
Основные направления автомобильных дорог: Ковров — Шуя — Иваново, выезд на автомобильную дорогу федерального значения М-7 «Волга»; из региональных: Ковров — Клязьминский Городок — Мстёра — Вязники, Ковров — Малыгино — Камешково. В черте города находятся автомобильный и железнодорожный мосты через Клязьму.
В настоящее время судоходство по реке Клязьме не осуществляется из-за сильного обмеления русла, хотя река Клязьма от города Владимира до устья входит в перечень внутренних водных путей.

### Городской транспорт
В городе осуществляется троллейбусное движение (45-48 машин ежедневно) по десяти действующим маршрутам. Это основной вид общественного транспорта. Кроме троллейбусов, в городе работает большое количество автобусов.

## Образование
Муниципальная система общего образования Коврова состоит из 46 детских садов и 19 общеобразовательных школ. Также действует частная общеобразовательная православная гимназия, учредителем которой является Владимирская епархия Русской православной церкви.
Кроме того, в городе располагаются 5 технических училищ, общеобразовательная школа-интернат, социальный приют для детей «Воробушек».
В городе есть две детские музыкальные школы и школа искусств.
В 1996 году Ковровский технологический институт был реформирован в Ковровскую государственную технологическую академию имени В. А. Дегтярёва, три факультета которой готовят специалистов по 15 специальностям.

## Культура
Культурные учреждения Коврова включают два детских дома культуры, два дворца культуры и два дома культуры, Ковровский историко-мемориальный музей (основное здание и 5 подразделений).
Централизованная библиотечная система состоит из 14 библиотек. Ковров стал первым городом в области, который начал открывать профильные библиотеки (например, Библиотека семейного чтения, Экологическая, а для предпринимателей — Деловая библиотека — в настоящее время Историко-патриотическая библиотека). В библиотеке семейного чтения с 1999 года существует Музей зайцев.
С ноября 2012 года в 9-этажном здании энергомеханического колледжа работает музей Ковровской государственной технологической академии имени В. А. Дегтярева.
Музей спорта города Коврова, расположенный в спортивном центре с ледовой ареной «Ковровец», открылся в 2016 году одновременно с центром.
Составляющими единого культурного пространства города являются также Дом культуры и отдыха имени Дегтярёва, культурно-оздоровительный комплекс приборостроительного завода, Дом детского творчества.
В Коврове работают и живут шесть членов Союза художников России.
События
С 1991 года город является центром проведения международного фестиваля мира, дружбы и творчества «Содружество».
Во Дворце культуры «Современник» ежегодно проходит всероссийский турнир по спортивным танцам «Звёздочки».
С 10 по 17 июля 2004 года Ковров принимал Международный молодёжный конгресс эсперанто, в котором приняли участие более 400 юношей и девушек из 23 стран мира. Конгресс поддержали местные предприниматели и администрация города, он широко освещался в прессе.
В городе регулярно проводятся Никитинские чтения в память о жившем в городе русском поэте и писателе Сергее Никитине.
В 2014 году группа из Коврова «Fатальный выстрел» стала лауреатом I степени на ивановском фестивале «Рок-Февраль».
7 мая 2022 года открыт военно-технический музей «Ковров — город оружейной славы». Экспозиция входит в комплекс Ковровского историко-мемориального музея.

## Достопримечательности
Собор Рождества Христова — самое древнее строение города. По преданиям, на этом месте была возведена деревянная церковь по указанию Андрея Боголюбского. Каменный храм построен в 1778 году. Жители города называют его «Белая церковь» или «Старый собор». В соборе находится Смоленская икона Божией Матери, спасённая при большом пожаре в селе Нестерово. При возведении обители использовали кирпич допетровского периода. Стены декорированы 120 изразцами с рисунками, фризами. Оконные и дверные проёмы украшены фигурными обрамлениями. Собор был закрыт после 1917 года, вновь стал действующим в 1988 году, перед празднованием 1000-летия Крещения Руси.
Спасо-Преображенский собор. Согласно легенде, Екатерине II во время путешествия по России понравилось красивое место на берегу реки Клязьмы, и она велела там возвести храм Божий. На самом деле, собор построен с 1870 по 1884 год на средства ковровских купцов по проекту владимирского епархиального архитектора Николая Артлебена.
Церковь Иоанна Воина. Строительство было начато в 1811-м, завершено в 1827 году, вмешалась Отечественная война 1812 года. Храм был выстроен в стиле модного тогда классицизма, об одной главе с колокольней, увенчанной высоким шпилем.
3 сентября 2011 года в Коврове открыт памятник экскаватору.

## Спорт
В городе развит мотоциклетный спорт, особенно мотобол, мотокросс, мототриал. Мотобольная команда «Ковровец» — одна из лучших команд СССР и России, неоднократный чемпион страны. Летом 2018 года на стадионе «Мотодром Арена» к Чемпионату Европы была подготовлена площадка для мотобола, а в мае 2019 года здесь также открылась гоночная трасса и боксы с трибунами на четыре тысячи человек.
Футбольный клуб «Ковровец», созданный в 1923 году, провёл десять сезонов в чемпионатах СССР среди команд мастеров, в 1995 году стал первым победителем первенства межрегиональной федерации футбола «Золотое кольцо», в настоящее время выступает на стадионе «Металлист» в областных соревнованиях. Мужская волейбольная команда СК «Молодёжный» (до 2014 года называлась «Вымпел») выступала в первой лиге чемпионата России — чемпионате Центрального федерального округа, в 2012 году стала победителем этого соревнования.
В Коврове развит хоккей (клуб «Спарта»), работают секции по ряду других видов спорта. В городе имеется и экстремальный спорт: так, в 2014 году на искусственном водоёме была установлена первая в России кольцевая лебедка для катания на вэйкборде.
В январе 2016 года в Коврове был торжественно открыт новый спортивный центр с ледовой ареной «Ковровец», строительство которого стало самым масштабным и дорогим в городе за последние десятилетия. В церемонии открытия приняли участие министр спорта России Виталий Мутко, руководство города и области, легенды русского хоккея Владислав Третьяк и Александр Якушев.
В 2016 году был проведен Всероссийский спортивный форум «Россия — спортивная держава».
В 2018 году городской мотодром принимал Чемпионат Европы по мотоболу.

## СМИ

### Газеты
- «Ковровские вести» — тираж: 19 000 экз.
- «Знамя труда» — тираж: 12 000 экз.
- «Ковровская неделя» — тираж: 10 000 экз.
- «Эхо недели 33» — тираж: 10 000 экз.
- «Дегтярёвец» — тираж: 5 500 экз.

### Радио
По состоянию на 21 марта 2023 года в городе Коврове работают 14 местных радиостанций:
- 70,67 УКВ — Радио России / ГТРК Владимир (Молчит)
- 98,3 МГц — Радио России / ГТРК Владимир
- 100,5 МГц — Новое Радио
- 101,0 МГц — Радио Маяк
- 102,2 МГц — Вести FM
- 102,7 МГц — Авторадио
- 103,2 МГц — Европа Плюс
- 103,7 МГц — Радио Ваня
- 104,1 МГц — Ретро FM
- 104,5 МГц — Радио Рекорд
- 105,1 МГц — DFM
- 105,5 МГц — Радио ENERGY
- 106,1 МГц — Радио 7 на семи холмах
- 106,5 МГц — Дорожное радио
- 107,5 МГц — Русское радио

### Телевидение
В городе налажено эфирное вещание 7 аналоговых телеканалов и 2 мультиплекса цифровых каналов:
- 31 ТВК — РЕН ТВ / Шестой Канал
- 35 ТВК — СТС
- 36 ТВК — Первый мультиплекс цифрового телевидения России
- 39 ТВК — ТНТ-Бриз Ковров
- 43 ТВК — НТВ
- 46 ТВК — Че!
- 49 ТВК — ТВ-3
- 51 ТВК — Домашний
- 58 ТВК — Второй мультиплекс цифрового телевидения России

## Награды и звания
- Орден Трудового Красного Знамени (13 июля 1978) — за заслуги трудящихся города в революционном движении, их вклад в борьбу с немецко-фашистскими захватчиками в годы Великой Отечественной войны, успехи, достигнутые в хозяйственном и культурном строительстве и в связи с 200-летием основания.
- Почётное звание Город воинской славы (3 ноября 2011)[82].

## Города-побратимы
- Брест (Беларусь)[83]
- Краснодон (Россия)
- Либерец (Чехия)
- Чачак (Сербия)